# Cliff 'Em All
Cliff 'Em All és una compilació de material videogràfic de la banda estatunidenca Metallica. Fou publicat el 17 de novembre de 1987 com a tribut pel baixista de la banda, Cliff Burton, que va morir en accident de trànsit el 27 de setembre de 1986 amb només 24 anys. El títol deriva de l'àlbum de debut de Metallica, Kill 'Em All. Entre el material també hi ha imatges del guitarrista Dave Mustaine, expulsat de la banda el 19 de març de 1983 pel seu abús amb l'alcohol i les drogues.
El vídeo és una restrospectiva sobre els tres anys i mig que Cliff Burton va formar part de Metallica, presentat com una col·lecció de material fotogràfic realitzat pels seguidors, filmacions professionals i gravacions de televisió que mai van ser utilitzades. Mesclades amb les imatges hi ha narracions realitzades pels altres membres de la banda que van compartir vivències (Ulrich, Hetfield i Hammett) i també actuacions i solos de baix que va realitzar Burton en concerts. El vídeo finalitza amb l'interludi melòdic d'«Orion» amb imatges de Burton. Amb aquest vídeo van intentar mostrar la personalitat i l'estil de Burton, alhora que donaven als fans material desconegut sobre Metallica.

## Llista de cançons
Detroit, 4 d'abril de 1986 − "Rebent a Ozzy"
Enregistrat des de l'esquerra de l'escenari.
- "Creeping Death" (Hetfield/Ulrich/Burton/Hammett) − 6:18
- "Am I Evil?" (Harris/Tatler) − 4:15
- "Damage, Inc." (Hetfield/Ulrich/Burton/Hammett) − 5:10

Long Island, 28 d'abril de 1986 − "Encara bevent en la gira Ozzy"
Enregistrat des del terra per sobre els caps.
- "Master of Puppets" (Hetfield/Ulrich/Burton/Hammett) − 7:50

The Stone, San Francisco, 19 de març de 1983 − "Segon gran concert de Cliff"
Enregistrat des del terra.
- "(Anesthesia) Pulling Teeth" (Burton) − 4:21
- "Whiplash" (Hetfield/Ulrich) − 4:07

Alemanya, 14 de setembre de 1985 − "Metal Hammer Fest obrint amb Venom, Nazareth, cervesa!"
Enregistrament professional
- "Cliff Solo" − 2:00
- "The Four Horsemen" (Hetfield/Ulrich/Mustaine) − 5:03
- "Fade to Black" (Hetfield/Ulrich/Burton/Hammett) − 6:55
- "Seek & Destroy" (Hetfield/Ulrich) − 6:34

Dinamarca, 6 de juliol de 1986 − "Roskilde Festival amb Phil Collins, Eric Clapton, Elvis Costello i Big Country"
Enregistrat des del terra.
- "Welcome Home (Sanitarium)" (Hetfield/Ulrich/Hammett) − 6:30
- "(Anesthesia) Pulling Teeth" (Burton) − 3:10

Oakland, 31 d'agost de 1985 − "Day on the Green"
Enregistrament professional.
- "Cliff Solo"/"For Whom the Bell Tolls" (Hetfield/Ulrich/Burton) − 4:51

Chicago, 12 d'agost de 1983 − "Rebent a Raven en la gira Kill Em All for One"
Enregistrament professional.
- "No Remorse" (Hetfield/Ulrich) − 6:59
- "Metal Militia" (Hetfield/Ulrich/Mustaine) − 6:33

"Orion" (Hetfield/Ulrich/Burton) crèdits finals − 1:42

## Crèdits
- Cliff Burton: baix, veus addicionals
- Kirk Hammett: guitarra solista
- James Hetfield: cantant, guitarra rítmica
- Dave Mustaine: guitarra solista («Whiplash»)
- Lars Ulrich: bateria